# Liborius (Marienfeld)
Liborius († 5. Oktober 1214) war Priester und Abt des Klosters Marienfeld, das in der ostwestfälischen Stadt Harsewinkel in Nordrhein-Westfalen liegt.

## Leben
Liborius war zunächst Beichtvater der Nonnen in St. Ägidii in Münster. Nachdem Florentius von der Lippe 1211 vom Amt des Abtes resignierte, wurde Liborius vom Konvent zum Nachfolger gewählt. In seiner Amtszeit kaufte er von Konrad Grüben ein Haus in Nordhorn, Kirchspiel Gütersloh und andere Güter. Nach dreijähriger Amtszeit resignierte er und starb im Herbst 1214.
Auf seinem Grabstein stand:
Das Amt wies er bald zurück, Gutes tat er in kurzer Zeit,
jetzt lebt Liborius bei dir, Christus.
Weiterhin schrieb man über ihn:
Er schickte den Mond zurück, machte Gutes in einer armen Zeit.
Jetzt emporgehoben von Christus, lebt Liborius dort.